# شرکت حرص و آز
شرکت حرص و آز (انگلیسی: Greed Corp) یک بازی ویدئویی استراتژی نوبتی تک‌نفره و چندنفره برای سکو‌های ویندوز، اواس ده، پلی‌استیشن ۳، اکس‌باکس ۳۶۰، آی‌اواس، لینوکس و اندروید می‌باشد که توسط دابلیو!گیمز توسعه و ولکون گیمز و ایزی تایگر مدیا نشر پیدا کرده است. این بازی اولین بار در ۲۴ فوریه ۲۰۱۰ منتشر شد.